# Caudites calceolatus
Caudites calceolatus is een mosselkreeftjessoort uit de familie van de Hemicytheridae. De wetenschappelijke naam van de soort is voor het eerst geldig gepubliceerd in 1853 door Costa.